# روي هيبرت
روي هيبرت (بالإنجليزية: Roy Hibbert)‏ مواليد 11 ديسمبر 1986، هو لاعب كرة سلة جامايكي يلعب مع فريق لوس أنجلوس ليكرز في الرابطة الوطنية لكرة السلة ويحمل الرقم 55. يبلغ طوله 7 قدم 2 بوصة (2.2 م).

## فرق لعب لها
- إنديانا بايسرز
- لوس أنجلوس ليكرز

## روابط خارجية
- روي هيبرت على موقع الاتحاد الدولي لكرة السلة (الإنجليزية)
- روي هيبرت على موقع إن بي أي (الإنجليزية)
- روي هيبرت على موقع سبورتس رفرنس (الإنجليزية)
- روي هيبرت على موقع كرة السلة الأوروبية.كوم (الإنجليزية)
- روي هيبرت على موقع إي إس بي إن.كوم (الإنجليزية)
- روي هيبرت على موقع كلية كرة السلة في سبورتس رفرنس.كوم (الإنجليزية)
- روي هيبرت على موقع ريلجم (الإنجليزية)
- روي هيبرت على موقع بروبوليرز (الإنجليزية)